# 日本原料
日本原料株式会社（にほんげんりょう、英文名称Nihon Genryo Co.,Ltd.）は、水道用濾過砂の製造などを行う企業。

## 概要
戦後GHQから要請があり、過材メーカーのパイオニアとして歩み始め、同社ろ過砂は全国の浄水場8割以上のシェアを誇っている。
関連事業としてイオン交換樹脂などの水処理製品やゴルフ場用の砂の製造も行う。
また、昭和30年代後半から浄水場での更生工事（リサイクル工事）を提唱し、1997年には独自のろ過材洗浄技術「シフォン洗浄技術」を開発。以降シフォン洗浄技術を取り入れた水処理装置も製造販売している。
ろ過池下部集水装置「LEOPOLDブロック」の日本総販売代理店を務める。

## 沿革
昭和14年創業。

## 主な製品・事業
- 上水道・下水道用濾過砂
- 浄水場ろ過池更生工事
- イオン交換樹脂
- 活性炭
- 凝集剤
- シフォンタンク（濾材の交換が不要な濾過装置）
- シフォン式濾過砂洗浄機
- ゴルフ場用バンカーサンド
- 濾過装置メンテナンス工事

## 沿革
- 1939年12月 - 濾過材・ガラス原料としての砂の生産を目的に会社設立。
- 1945年9月 - GHQの指導のもと、濾過砂の専業メーカーとなる。
- 1951年1月 - 茨城県高萩市に日本濾過砂研究所設立。
- 1989年2月 - 昭和天皇の大喪の礼の際、葬儀殿の敷き砂として白砂を奉納。
- 1997年1月 - ろ過材洗浄装置、シフォン式濾過砂洗浄機を開発。
- 2002年4月 - ろ過材交換不要のろ過タンク、シフォンタンクを開発。
- 2005年3月 - 緊急災害時に飲料水確保が可能な移動式砂ろ過浄水装置、モバイルシフォンタンクを開発。
- 2005年9月 - 平成17年台風第14号により被災した宮崎市富吉浄水場の災害復旧活動にモバイルシフォンタンクが活躍。
- 2008年6月 - 岩手・宮城内陸地震で被災した奥州市北股浄水場の災害復旧活動にモバイルシフォンタンクが活躍。
- 2008年7月 - 青森・岩手沿岸地震で被災した久慈市山形町川井地区の災害復旧活動にモバイルシフォンタンクが活躍。
- 2012年7月 - 北九州集中豪雨で被災した八女市小野地区の災害復旧活動にモバイルシフォンタンクが活躍。2013年4月には2台構成で常設となる。
- 2013年9月 - ラオス人民民主共和国へODAのプロジェクトで納めた車載型モバイルシフォンタンク6台のうち2台が洪水で被災したサラワン地区とウドンサイ地区で活躍。
- 2013年12月 - 平成25年台風第30号により被災したフィリピンセブ島北部ダーンバンタヤン地区の災害復旧活動にモバイルシフォンタンクが活躍。